# Viarigi
Viarigi är en ort och kommun i provinsen Asti i regionen Piemonte i Italien. Kommunen hade 879 invånare (2018).